# 한성백제박물관
한성백제박물관(漢城百濟博物館, Seoul Baekje Museum)은 대한민국 서울특별시 송파구 방이동에 있는 서울시립박물관이다. 올림픽공원 내부에 있으며, 지하3층과 지상2층으로 나뉘어 있다. 상설전시는 서울의 선사·고대문화를 중심으로 백제 탄생 이전과 탄생 후 멸망까지의 내용으로 구성되어 있다. 전시 공간은 지하 2층부터 지상 1층까지이다. 2012년 4월 30일 개관하였고, 총면적은 19,423m2 정도이며, 대지면적은 14,894m2, 건축면적은 2,901m2이다. 관장은 지방학예연구관으로 보하되, 지방임기제공무원으로 보할 수 있다.

## 건립 배경 및 목적
서울은 678년의 백제 역사 중 493년 간 백제의 수도였으며, 현재 서울에는 풍납토성과 몽촌토성, 석촌동 고분군 등 한성백제의 핵심 유적들이 곳곳에 남아있고, 출토된 유물만도 수만 여점에 이른다. 이러한 유적과 유물을 체계적으로 보존, 관리하여 관광자원, 문화기반 시설을 구축하며 수도 서울의 2천년 역사를 재조명함으로써 문화정체성을 확립하기 위해 몽촌토성이 바라보이는 올림픽공원 내에 한성백제박물관을 건립하였다. 역사도시로서의 서울의 정체성을 확장하고 이를 통해 서울 시민의 자긍심을 고취시키고자 한다. 더불어 유구한 서울의 역사성 보전과 출토유물의 종합적이고 체계적 전시를 통해 국내외 관광객 유치의 기반이 되고자 한다.

## 설치 근거 및 소관 사무

### 설치 근거
- 「서울특별시 행정기구 설치조례」 제77조제1항[3]

### 소관 사무
- 박물관의 운영·관리에 관한 사항
- 박물관 자료의 수집·보존·전시 및 조사·연구
- 전시유물의 조사·보존 및 관리에 관한 사항

## 연혁
- 2010년 10월 20일: 건축 준공.
- 2010년 12월 6일: 유물 1차 이관(902점).
- 2011년 4월 15일: 유물 2차 이관(18점).
- 2011년 4월 21일: 미리보는 한성백제박물관 개장.
- 2012년 1월 1일: 서울역사박물관의 하부기관으로 한성백제박물관 설치.[4]
- 2015년 7월 1일: 서울특별시청 직속기관으로 개편.[5]

## 전시현황

### 전시실 안내
스마트폰에 “U-전시안내 앱”을 설치한 후, 안내데스크에서 RFID 태그를 수령하면, 각 전시실별 RFID 리더기에 태그를 터치하여 유물정보 및 전시 설명을 동영상으로 볼 수 있다. iOS, 안드로이드가 모두 지원되며, 안내데스크에서 RFID 태그를 발급받는다. 스마트폰을 소지하지 않은 사람들에겐 태블릿 PC를 대여해준다.

### 상설전시
- 프롤로그 (역사 속으로)
- 제1전시실 (서울의 선사): 서울의 선사문화, 백제의 여명
- 제2전시실: 백제의 꿈, 한강에서 꽃피다
- 제3전시실: 백제의 꿈, 한강에서 꽃피다

## 조직

### 관장
- 총무과[7]
- 전시기획과[8][9]
- 교육홍보과[8]
- 유물과학과[10]
- 백제학연구소[10]

## 전경

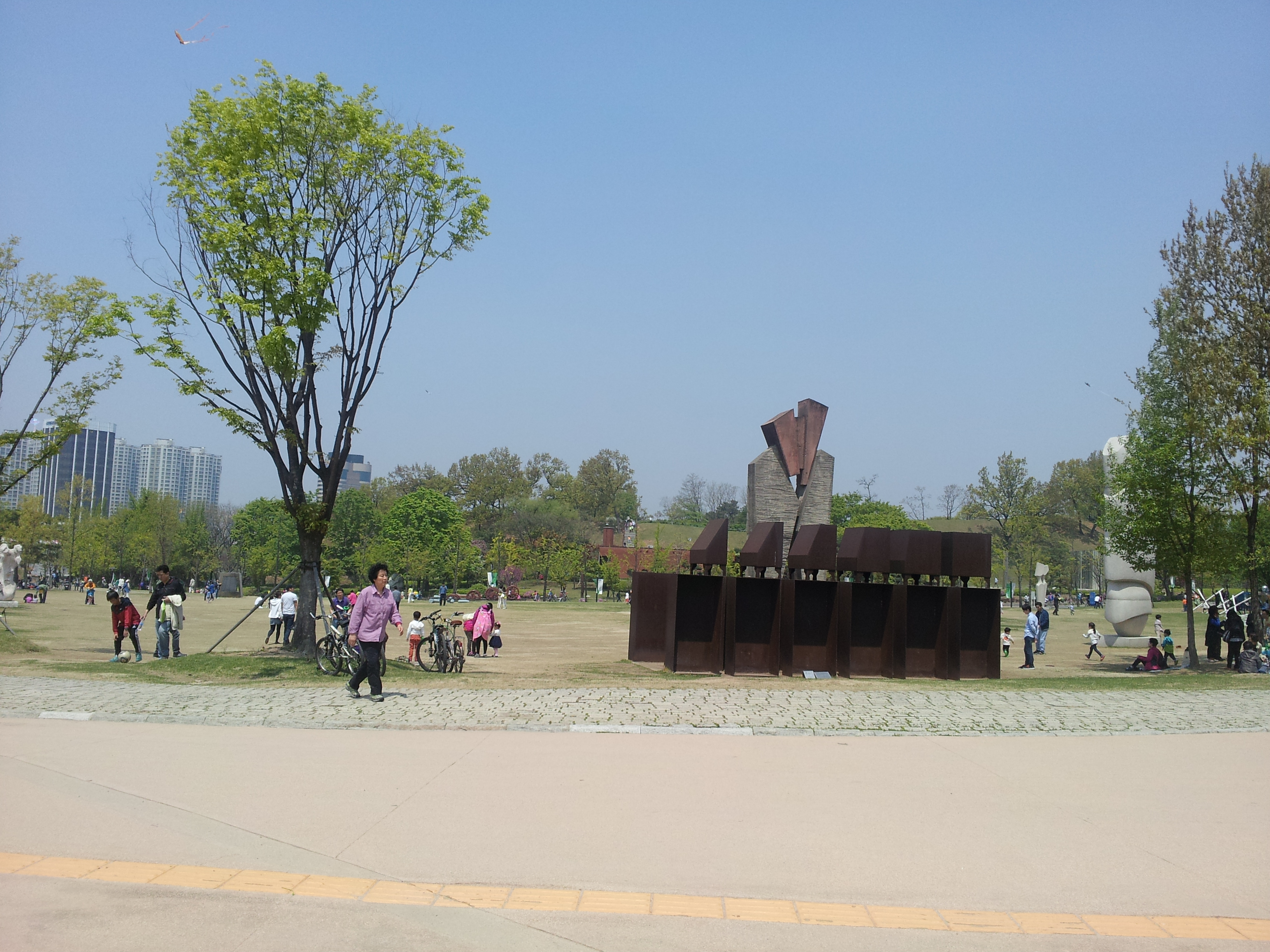
한성백제박물관 앞의 올림픽공원
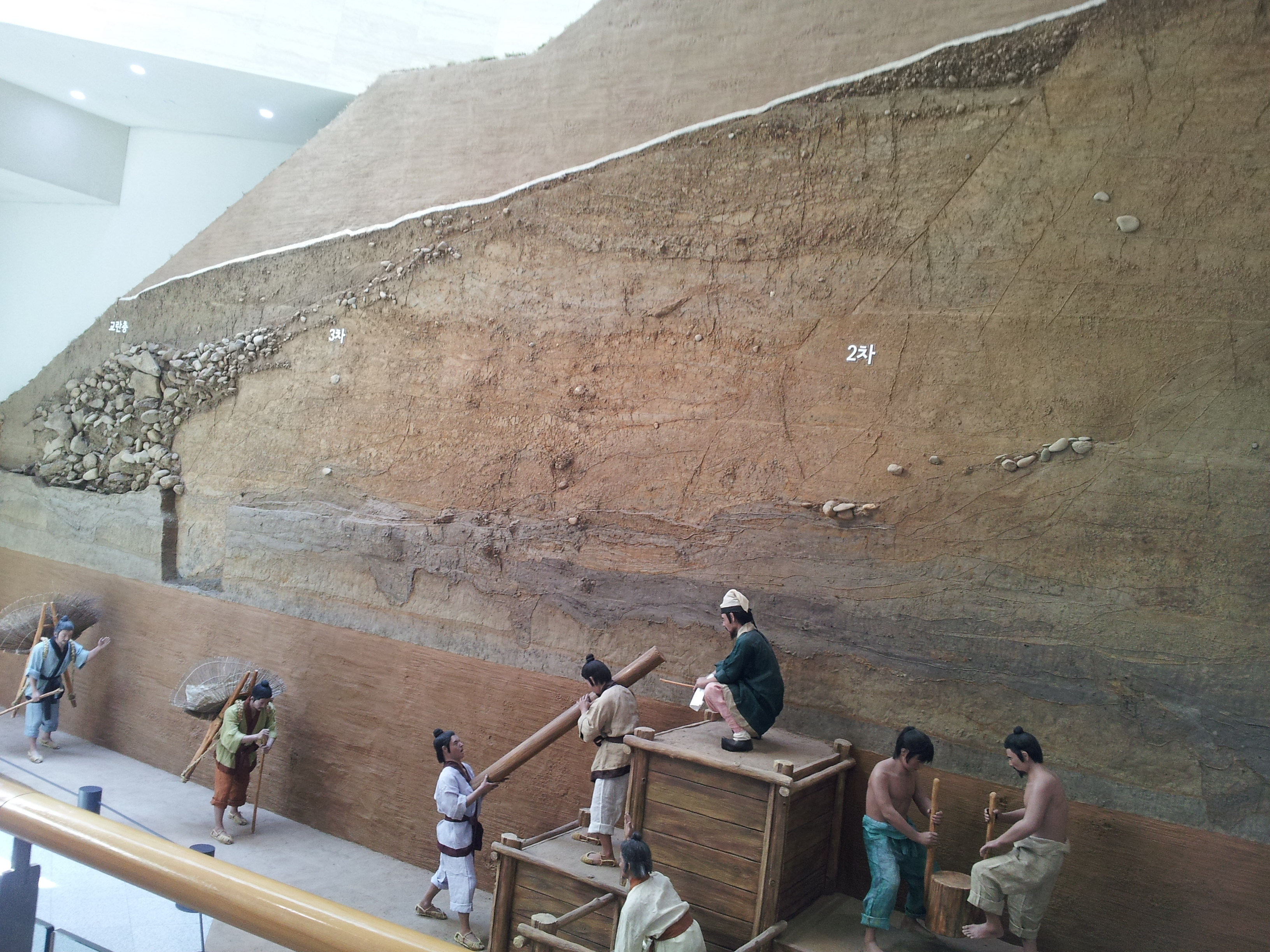
한성백제박물관 내부의 몽촌토성 단면도
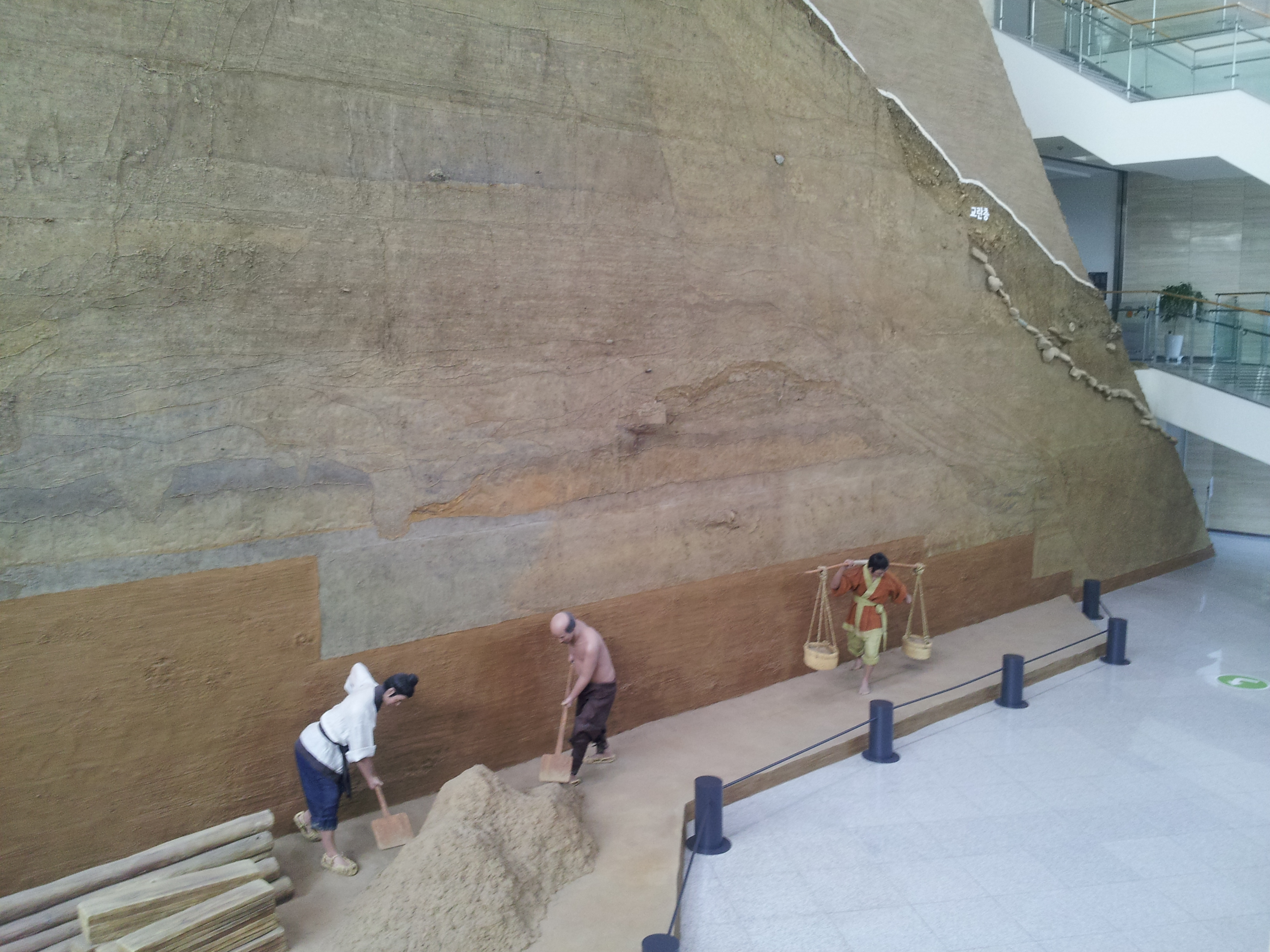
한성백제박물관 내부의 몽촌토성 단면도
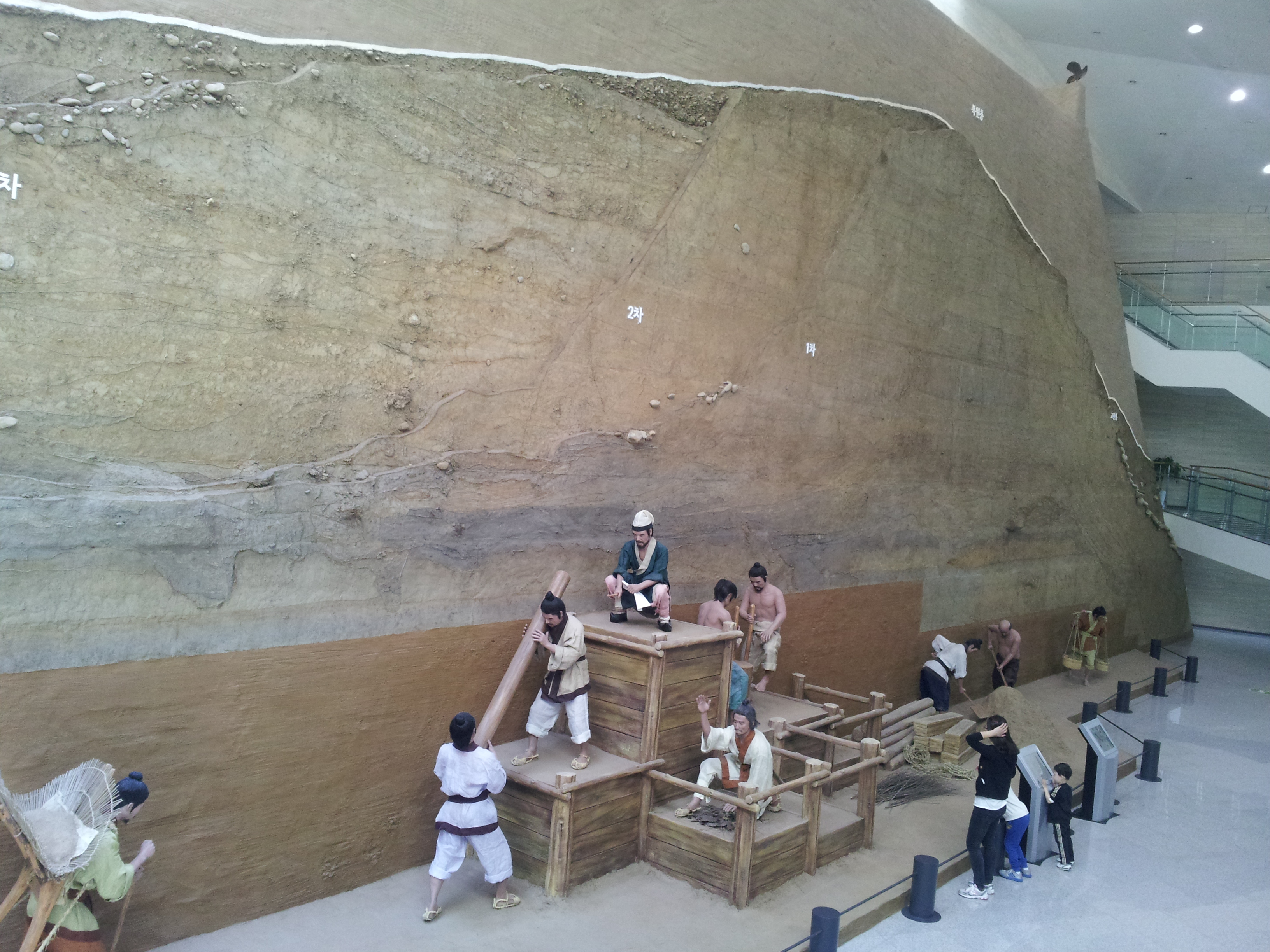
한성백제박물관 내부의 몽촌토성 단면도2
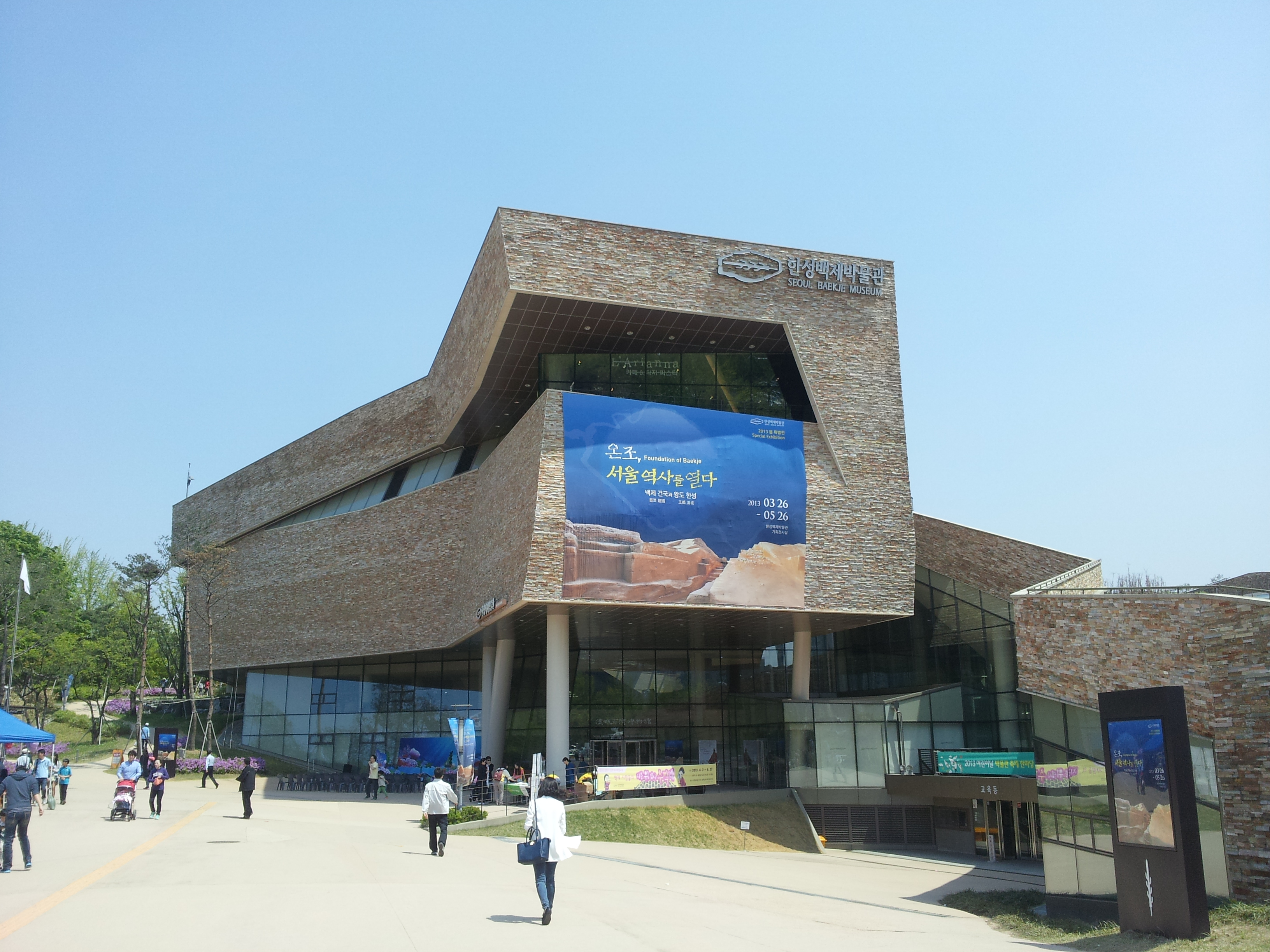
한성백제박물관 정면

## 같이 보기
- 풍납토성
- 몽촌토성
- 올림픽공원